# Орле (Радзейовський повіт)
Орле (пол. Orle) — село в Польщі, у гміні Топулька Радзейовського повіту Куявсько-Поморського воєводства.
Населення — 244 особи (2011).
У 1975-1998 роках село належало до Влоцлавського воєводства.

## Демографія
Демографічна структура станом на 31 березня 2011 року:
|          | Загалом | Допрацездатний вік | Працездатний вік | Постпрацездатний вік |
| -------- | ------- | ------------------ | ---------------- | -------------------- |
| Чоловіки | 128     | 29                 | 86               | 13                   |
| Жінки    | 116     | 25                 | 64               | 27                   |
| Разом    | 244     | 54                 | 150              | 40                   |